# El almuerzo (película de 1951)
El almuerzo (めし Meshi?) es una película dramática japonesa del género shomin-geki de 1951 dirigida por Mikio Naruse, escrita por Sumie Tanaka y protagonizada por Setsuko Hara. Está basada en la última e inacabada novela de Fumiko Hayashi, y fue la primera de una serie de adaptaciones de su obra por parte del director.

## Sinopsis
Michiyo se mudó joven de Tokio para establecerse en Osaka con su marido asalariado, con quien se casó en contra de los deseos de sus padres. Unos años más tarde de casarse, su marido la trata descuidadamente y poco a poco ella se va desgastando por el trabajo doméstico. La situación empeora cuando su linda sobrina, huyendo de los planes de sus padres de un matrimonio concertado, llega para quedarse y el marido responde a su comportamiento coqueto. Insatisfecha con sus esfuerzos por mejorar su vida familiar, ella se va con su sobrina a Tokio para quedarse con su familia por un tiempo, pero finalmente regresa, renunciando a las convenciones matrimoniales.

## Reparto
- Ken Uehara como Hatsunosuke Okamoto;
- Setsuko Hara como Michiyo Okamoto;
- Yukiko Shimazaki como Satoko Okamoto;
- Yōko Sugi como Mitsuko Murata, cuñada de Michiyo;
- Akiko Kazami como Seiko Tomiyasu;
- Haruko Sugimura como Matsu Murata, madre de Michiyo;
- Ranko Hanai como Koyoshi Dohya;
- Hiroshi Nihon'yanagi como Kazuo Takenaka;
- Keiju Kobayashi como Shinzo Murata, hermano de Michiyo;
- Akira Oizumi como Yoshitaro Taniguchi;
- Ichiro Shimizu como el colega de Hatsunosuke;
- Haruo Tanaka como Jihei Maruyama;
- Sō Yamamura como  Ryuichiro Okamoto;
- Chieko Nakakita como Keiko Yamakita.

## Producción
El almuerzo fue la primera de una serie de seis películas dirigidas por Naruse basadas en obras de Fumiko Hayashi, «una novelista cuya perspectiva pesimista coincidía con la suya» (Alexander Jacoby). También marcó un regreso exitoso para Naruse, cuyas películas de los 15 años anteriores fueron consideradas obras menores por los críticos. Según el guionista Toshirō Ide, él y su coguionista Sumie Tanaka querían terminar la historia con el divorcio de la pareja, pero esto fue vetado por el estudio a favor de una conclusión con, como dijo el crítico contemporáneo Takao Toda, «un atractivo para las masas». Como resultado, Tanaka abandonó el proyecto prematuramente.

## Legado
La película se proyectó en el Museo de Arte Moderno en 1985 y en el Harvard Film Archive en 2005 como parte de sus retrospectivas sobre Mikio Naruse.

## Premios
- Premio Blue Ribbon a la mejor película, mejor actriz (Setsuko Hara), mejor actriz de reparto (Haruko Sugimura) y mejor guion (Sumie Tanaka, por El almuerzo, Shōnenki y Wagaya wa tanoshi).[9]
- Premio Mainichi a la mejor película, mejor actriz (Setsuko Hara), mejor director (Mikio Naruse), mejor fotografía (Masao Tamai) y mejor grabación de sonido (Masao Fujiyoshi).[10]